# Magasa (Lombardia)
Magasa (lombardul: Magàza) település Olaszországban, Lombardia régióban, Brescia megyében. Lakosainak száma 106 fő (2023. január 1.). Magasa Bondone, Ledro, Tignale, Valvestino és Tremosine községekkel határos.

## Népesség
A település lakossága az elmúlt években az alábbi módon változott:
| Lakosok száma | 133  | 130  | 106  |
|               | 2017 | 2018 | 2023 |